# Ajangiz
Ajangiz (spanisch Ajánguiz) ist eine Gemeinde (Municipio) in der spanischen Provinz Bizkaia der Autonomen Gemeinschaft Baskenland in der Comarca Busturialdea (Duranguesado). Ajangiz hat 475 Einwohner (Stand: 2024), die mehrheitlich baskischsprachig sind, und besteht aus den Ortschaften Kanpantxu und Mendieta. Bis 1991 war die Gemeinde Teil von Gernika.

## Lage
Ajangiz liegt etwa 18 Kilometer ostnordöstlich von Bilbao in einer Höhe von ca. 35 m elf Kilometer südlich der Atlantikküste.

## Einwohnerentwicklung
| 1991 | 2001 | 2011 | 2021 |
| ---- | ---- | ---- | ---- |
| 361  | 414  | 458  | 483  |

## Sehenswürdigkeiten

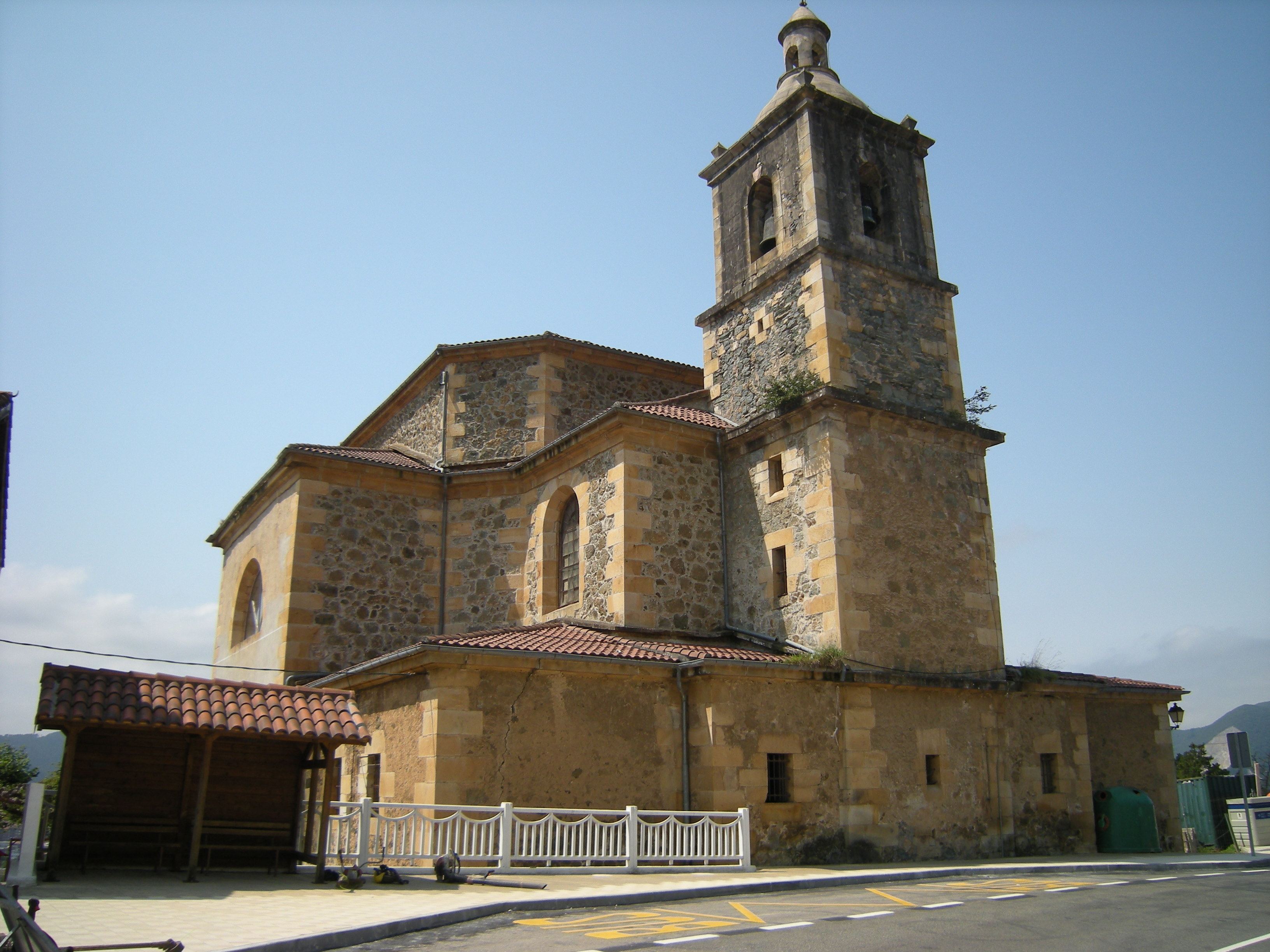
Kirche Christi Himmelfahrt

- Kirche Christi Himmelfahrt

## Persönlichkeiten
- Leon Intxausti (1859–1936), Missionar